# Joseph Warton
Joseph Warton (duben 1722, Dunsfold, Surrey – 23. února 1800, Wickham, Hampshire) byl anglický preromantický básník, literární kritik, kněz a profesor na Winchester College, starší bratr básníka Thomase Wartona.

## Život
Přesné datum narození Josepha Wartona není známo, pokřtěn byl v Dunsfoldu v Surrey 22. dubna 1722. Vystudoval chlapeckou školu Winchester College a pak Oriel College na Oxfordské univerzitě, kde byl jeho otec, vikář a příležitostný básník, do roku 1728 profesorem poezie. Na studiích uzavřel přátelství s básníkem Williamsm Collinsem a později se stal i přítelem Samuela Johnsona. Byl vysvěcen na kněze a od roku 1755 působil na Winchester College nejprve jako profesor a v letech 1763–1793 jako ředitel. Svůj volný čas věnoval literatuře.
V osmnácti letech napsal báseň Nadšenec (The Enthusiast) a anonymě ji vydal roku 1844. Společně S Collinsem uveřejnil roku 1846 Ódy na několik popisných a alegorických námětů (Odes on Several Descriptive and Allegoric Subjects), přičemž jeho část se na rozdíl od Collinsovy brzy dočkala druhého vydání. V pozdějších letech se zabýval literární historií a kritikou.

## Výběrová bibliografie
- The Enthusiast: or The Lover of Nature (1744, Nadšenec aneb Milovník přírody), báseň, ve které autor upřednostňuje divokou přírodu a rozvoj osobnosti člověka na jejím základě a touží po útěku z civilizace do nevinného přírodního života. Básníka pak chápe jakožto génia nepodléhajícího žádnému zákonu kromě vlastní přírozenosti.[4]
- Odes on Several Descriptive and Allegoric Subjects (1746, Ódy na několik popisných a alegorických námětů), básně vyznačujicí se sílou představivosti, patosem, vznešeností a podle autora i snahou přivést poezii zpět k její podstatě.[3] Některé z nich, jako například Óda na fantazii (Ode to Fancy), Óda na samotu (Ode to Solitude) nebo Óda na slavíka (Ode to the Nightingale) se vyznačují motivy a melancholií typickou pro tzv. hřbitovní školu.[5]
- The Dying Indian (1755, Umírající Indián), báseň s motivem tzv. vznešeného divocha.[4]
- Essay on the Genius and Writting of Pope (1. díl 1756, 2. díl 1782, Esej o nadání a spisech Popeových). Dílo znamenalo utčitý obrat v hodnocení nejuznávanějšího klasicistického básníka Alexandra Popea. Warton roděloval básníky do tří kategorií: na opravdové básníky, jejichž díla se vyznačují vznešeností a patosem (Shakespeare, Spenser, Milton), na citlivé básníky, autory etické nebo oslavné poezie (Dryden, Cowley) a na důvtipné intelektuální básníky (Donne, Swift, Wilmot z Rochesteru). Popea Warton zařadil do čela druhé kategorie, ale velikost opravdových básníků mu nepřiznal.[2]